# Paula Donovan
Paula Donovan är en amerikansk aktivist känd för sina insatser i arbetet mot aids och hiv. Hon står bland annat i ledningen för organisationen AIDS-Free World. För sitt arbete mot hiv/aids tilldelades Donovan år 2005 "The Salem Award for Human Right and Social Justice" och 2007 en "Alumni Humanitarian Award" från Fairfield University.
Donovan har arbetat som rådgivare i aids-frågor åt Förenta Nationerna. Under 1990-talet arbetade hon åt Unicef.